# Jordan Garrett
Jordan Garrett (nacido el 17 de diciembre de 1992) es un actor estadounidense.
Garrett ha aparecido como invitado en numerosos programas de televisión, incluidos Law & Order: SVU, Crossing Jordan, Criminal Minds, Six Feet Under, Medium, Hidden Hills, ER y Without a Trace. Hizo una audición para el papel principal en la película Saving Shiloh de 2006, pero perdió el papel ante Jason Dolley y, en cambio, fue elegido para un papel secundario. Garrett apareció en Death Sentence, como el adolescente Luke Hume, y The Least of These.

## Filmografía
- Law & Order: Special Victims Unit (season 6, episode 6)
- The Least of These (2008)
- Death Sentence (2007)
- Shiloh 3: Saving Shiloh (2006)
- Gracias por fumar (2006)
- Totally Baked: A Pot-U-Mentary
- Sixty Minute Man
- Junior Pilot
- Sevens Eleven
- Medium
- Easy
- Hidden Agenda
- By Appointment Only
- Melissa & Joey
- CSI: Miami (season 6, episode 10)